# Qarakazımlı
Qarakazımlı è un comune dell'Azerbaigian situato nel distretto di Cəlilabad. Conta una popolazione di 801 abitanti.